# Pelidnota langsdorffi
Pelidnota langsdorffi är en skalbaggsart som beskrevs av Mannerheim 1829. Pelidnota langsdorffi ingår i släktet Pelidnota och familjen Rutelidae. Inga underarter finns listade i Catalogue of Life.